# Скиона
Скиона (др.-греч. Σκιώνη) — древнегреческий город на западном берегу полуострова Паллена (Халкидика) восточнее мыса Посидеона.

## История
По преданию, Скиона была основана ахейцами из Пеллены около 700 г. до н.э.. Одна из версий гласит, что её основал Протесилай, который не погиб в Троянской войне. Скиона была известна как торговый город.
Во время греко-персидских войн Скиона вошла в состав Первого Афинского морского союза. Известно, что в 454 г. до н.э. Скиона выплатила Афинам 6 талантов фороса.
Во время Пелопоннесской войны в 424 г. до н. э. спартанское войско под командованием Брасида появилось на Халкидике, и тамошние греческие города начали либо переходить на сторону Спарты, либо захватываться силой. Был завоёван даже основанный афинянами Амфиполь, что для Афин было крупной потерей и поставило под угрозу их власть в регионе. В 423 г. до н. э. афиняне и спартанцы заключили перемирие на год на условиях сохранения текущей ситуации, чтобы начать мирные переговоры. Однако через два дня после перемирия на сторону Брасида перешла Скиона, приветствовав его как освободителя Греции и приняв спартанский гарнизон. Когда новость о перемирии достигла Халкидики, афиняне отказались считать, что Скиона подпадает под его условия, потребовали вернуть им этот город и отклонили предложение спартанцев об арбитраже. Предводитель партии радикальных демократов Клеон выпустил указ о казни жителей мятежной Скионы, а афиняне отправили на Халкидику военную экспедицию под командованием Никия, который, действуя из Потидеи, захватил близлежащую Менду и осадил Скиону, которую Брасид защитить не смог, хотя и вывел из неё женщин и детей.
После гибели Клеона и Брасида в битве при Амфиполе афиняне и спартанцы заключили мир, но Скиона по-прежнему была осаждена афинским войском и пала только два года спустя летом 421 г. до н. э. В наказание за отпадение от Афинской державы все взрослые мужчины Скионы были казнены, а остальное население афиняне продали в рабство. Город был заселён заново дружественным к Афинам населением. Расправа над жителями Скионы стала одним из символов жестокости афинян наряду с резнёй на Мелосе и в Микалессе.
После поражения Афин в Пелопоннесской войне Скиона получила независимость и в дальнейшем вошла в Халкидский союз. После разгрома Халкидского союза Филиппом II Скиона вошла в состав Македонии, а в дальнейшем - в состав римской провинции Македония. В римский период Скиона была брошена жителями и обезлюдела.